# Imjaslavie
Imjaslavie (russisch Имяславие, nach deutscher Transkription Imjaslawije, im Englischen auch imiaslavie oder imyaslavie transkribiert), oft auch als Onomatodoxie (Namensgläubigkeit) bezeichnet, heißt Verehrung des Namens Gottes. Hiermit bezeichnet man eine Bewegung, die stark dem russischen Mönchtum verbunden ist. Ihr Kernsatz lautet: „Der Name Gottes ist Gott selbst“ (Ioann von Kronstadt, 1829–1909). Dieser Satz wurde so vom eigentlichen Begründer des Imjaslavie, dem Athos-Mönch Schimonach Ilarion, in seinem Buch Na gorach Kavkaza (russisch На горах Кавказа ‚Auf den Bergen des Kaukasus‘) wiederaufgenommen.

## Geschichte

### Vorgeschichte – der „erste Athos-Streit“ (Hesychasmus-Streit, um 1350)
Die Ursprünge der Imjaslavie-Bewegung liegen im Hesychasmus, einer individuellen Gebets- und Meditationstechnik des byzantinischen und slawischen Mönchstums, durch die der Beter die innere Ruhe (griechisch ἡσυχία hesychia) erreichen und von dort zu einer ekstatischen Schau der Herrlichkeit Gottes im Taborlicht, dem Licht der Verklärung Christi, gelangen kann. Eine theologische Begründung dieser Techniken, die eng mit dem Jesusgebet verbunden sind, findet sich schon im 14. Jahrhundert bei Gregorios Palamas, der zeitweise Mönch auf dem Athos war, später Erzbischof von Thessalonike wurde und 1359 nach seinem Tode heiliggesprochen wurde.
Der bestimmende Einfluss des Hesychasmus auf die russische orthodoxe religiöse Praxis und Theorie erfolgte nicht ohne zum Teil sehr heftig geführte Auseinandersetzungen, deren erste als Hesychasmus-Streit zwischen Hesychasten und byzantinischen Humanisten um 1350 ausgetragen wurde. Der Wortführer der hesychastischen Seite war Gregorios Palamas. Er verteidigte den Hesychasmus gegen Barlaam von Kalabrien, der im Sinne eines nominalistischen Humanismus Kritik an der mystischen Praxis und ihrer Begründung durch die Schriften von Gregorios Palamas übte. Die Vorstellung, Gott im Taborlicht wirklich sehen zu können, bezeichnete er als reinen Aberglauben. Auf mehreren Konzilien in Konstantinopel fiel im Zeitraum von 1341 bis 1351 die Entscheidung der byzantinischen Kirche, zunächst die Gegner des Hesychasmus zu verurteilen und dann die theoretische Begründung des Hesychasmus durch Gregorios Palamas („Palamismus“) zur verbindlichen Kirchenlehre zu erheben.

### Der (zweite) „Athos-Streit“ (1907–1918) und das Imjaslavie
Diese alte Debatte, die die orthodoxe Theologie beeinflusst hatte, flammte erneut zu Beginn des 20. Jahrhunderts als „Athos-Streit“ auf. Er begann 1907 mit der Veröffentlichung des Buches Na gorach Kavkaza („Auf den Bergen des Kaukasus“) des Athos-Mönchs Ilarion. Das Buch wurde zunächst positiv aufgenommen und erlebte 1910 und 1912 Neuauflagen. Erneut ging es um das „Jesusgebet“ (Iisusova molitva) und den Namen Gottes, der mit Gott gleichgesetzt wurde. Kritik kam dann aber von „offizieller“ russisch-orthodoxer Seite. Der theologische Streit wurde im Wortsinne militant, unter Einsatz von Truppen des russischen Heiligen Synod auf dem Berg Athos weitergeführt, die 1913 viele Hundert der russischen Mönche und Anhänger der Imjaslavie-Bewegung vom Athos vertrieben und auf russische Klöster verteilten.
Die theologische und philosophische Begründung des Imjaslavie wurde insbesondere von Pawel Florenski (1882–1937), Sergei Bulgakow (1871–1944) und Alexei Lossew (1893–1988) geliefert. Das Moskauer Konzil von 1917/18 wollte eigentlich eine Stellungnahme zu diesem Streit abgeben, für die Bulgakow und Florenski die Vorarbeiten leisteten. Es kam durch die politischen Umstände der Oktoberrevolution jedoch nicht dazu. Bulgakow, Florenski und Lossew arbeiteten auf je eigene Weise an dem Thema weiter.
Von Florenski wurde ein Buch Namen veröffentlicht, das eine symbolisch-psychologische Erklärung einiger Eigennamen enthält. In seiner Autobiographie stellt er den Kern seiner Weltanschauung so dar: „Aber ich habe damals den für meine spätere Weltanschauung grundlegenden Gedanken gefaßt, nämlich, daß im Namen das Genannte, im Symbol das Symbolisierte, in der Darstellung die Realität des Dargestellten anwesend ist und daß daher das Symbol das Symbolisierte ist.“

## Theologische, literarische und philosophische Bezüge
Der biblische Anknüpfungspunkt der Bewegung ist die Offenbarung des Namens Gottes (Ich-bin) am brennenden Dornbusch in Exodus 3,14  und das auf Jesus bezogene Wort der Apostelgeschichte 4,12 : „Denn es ist uns Menschen kein anderer Name unter dem Himmel gegeben, durch den wir gerettet werden sollen“. Die Gegner der Imjaslavcy, wie man die Vertreter des Imjaslavie auch nennt, sehen die Gefahr, dass aus dem Namen Gottes ein magisches Zeichen wird. Die theologischen Vertreter des Imjaslavie können sich auf die breite Tradition des Jesusgebetes berufen, das ja ein Namen-Jesu-Gebet ist und, wie dargestellt, in der russischen Orthodoxie eine lange Tradition hat: Der anonyme Lebensbericht „Aufrichtige Erzählungen eines russischen Pilgers“ erzählt von einem Pilger (russisch: Strannik) in Russland Mitte des 19. Jahrhunderts, der das Bibelwort „Betet ohne Unterlass!“ (1. Thessalonicher 5,17 ) zu verwirklichen sucht. Das Buch trug wesentlich zur weltweiten Verbreitung der Tradition des Jesusgebets bei. In der Übersetzung von Reinhold von Walter wurde es auch im deutschen Sprachraum rezipiert.
Der reformierte Hagiograph (Heiligen-Biograph) Walter Nigg (1903–1988) hat in seiner Studie „Des Pilgers Wiederkehr“ die therapeutische Bedeutung des auch so genannten Herzensgebets des Strannik betont. Ziel des Herzensgebets sei die Verklärung, das Leben in Gott und das Durchdrungenwerden von seiner Gegenwart.
Auch die literarische Rezeption dieser russischen Traditionen knüpft an die „Aufrichtigen Erzählungen eines russischen Pilgers“ an. So beschäftigt sich beispielsweise die Protagonistin in J. D. Salingers (1919–2010) zweitem bedeutendem Roman Franny und Zooey (1961) intensiv mit dieser Gebetspraxis.
Die Praxis des Jesusgebets wie auch Florenskis theologische Überlegungen zur Namensverehrung zeigen deutlich esoterische Züge. Bulgakows Bemühungen um eine Sprachphilosophie, die in „Philosophie du Verbe et du Nom“ seit 1991 auf Französisch vorliegt, zielen eher auf eine grundlegende philosophisch-theologische Auseinandersetzung mit dem Verhältnis von Namen und Benanntem. Metropolit Hilarion Alfejew (* 1966) hat zu dieser Frage eine umfangreiche zweibändige Studie auf Russisch vorgelegt, die zum Teil ins Französische übersetzt ist und als seine Fribourger Habilitationsschrift am Institutum Studiorum Oecumenicorum der Universität Fribourg, Schweiz, veröffentlicht ist.
Michael Hagemeister sieht in der Imjaslavie-Kontroverse ein Fortleben des Universalienstreits der Scholastik, wobei die Positionen der Imjaslavcy in ihrer Ablehnung des modernen Nominalismus auf der Seite der Universalien-Realisten zu sehen sind.

## Religiöse Praxis oder „semiotische“ Theorie?
Die Formel, die dem Imjaslavie, der Verehrung des Namens Gottes, zu Grunde liegt, darf nicht im Sinne einer semiotischen Theorie-Aussage missverstanden werden. Holger Kuße weist darauf hin, dass dieser Satz nicht die faktische Identität von Gott und Gottes Namen „jenseits der persönlichen Erfahrung“ aussage. Nur die Praxis des immer wiederholten Gebetes, also des religiösen Tuns, gebe dem Satz Wahrheit und Sinn. Schon Ilarion habe, so Kuße, „den Wahrheitsanspruch seiner und Ioanns Behauptung auf deren ‚geistliches Verständnis‘ bezog[en]. Die Übereinstimmung ist eine geistliche Erfahrung und nur als solche wahr.“

## Kulturgeschichtliche Bedeutung
Bei der Auseinandersetzung um das Imjaslavie durchdringen sich religiöse Überlegungen, die an eine alte religiöse Praxis im orthodoxen Mönchtum anknüpfen, mit theoretischen, insbesondere sprachphilosophischen und semiotischen, also „zeichen-philosophischen“ Argumentationen. Die „Modernität der äußerlich vormodernen Mystik“ ist nur scheinbar eine russische Besonderheit. Das sogenannte lange 19. Jahrhundert (von 1789 bis 1914) war nämlich in Russland ebenso wie im Westen keineswegs ein Zeitalter jenseits der Religion. Vielmehr gibt es, wie Jürgen Osterhammel ausführt, „gute Gründe dafür, Religiosität, Religion und Religionen in den Mittelpunkt einer Weltgeschichte des 19. Jahrhunderts zu stellen.“
Das Imjaslavie ist ein Beispiel dafür, wie in Russland theologische Diskurse scheinbar esoterischer Art unmittelbar, und das heißt hier sogar von denselben Gelehrten wie Florenski, Bulgakow, Lossew u. a., die Philosophie sprachlich und motivierend beeinflussen. Diese Philosophie weist, anders als die theologische orthodoxe Diskussion, von der sie ausgeht, „erstaunliche Parallelen“ zur westlichen Philosophie, „zum Strukturalismus und zur analytischen Theorie des Eigennamens in der 2. Hälfte des 20. Jahrhunderts auf“. Die Gegner der Imjaslavcy argumentieren streng „nominalistisch“ und beharren auf der Saussureschen Unterscheidung und strikten Trennung von Signifikat, Signifikant und der Sache selbst. Sprichwörtlich wurde die Gegenposition in der Sentenz des Goetheschen Faust „Name ist Schall und Rauch“. Die russischen Sprachphilosophen in der Tradition des Imjaslavie hingegen nehmen Überlegungen auf und zum Teil vorweg, die im Westen mit Namen wie Ludwig Wittgenstein, John Searle und Saul Kripke verbunden sind.